# Kiss From A Rose (versión de Angela Aki)
«Kiss From A Rose» es la tercera canción del sencillo This Love de Angela Aki, es una versión de la famosa canción de Seal, Kiss from a Rose, que fue cantada en la película Batman Forever. La letra en japonés fue reescrita por Angela y está relacionada vagamente con el tema de la canción original.Por el momento solo ha aparecido aquí en la discografía de Angela.

## Información
Artista
Angela Aki
Canción
Kiss from a Rose
Letra
Angela Aki/Seal
Música
Seal
Otra información
Piano: Angela Aki
- Datos: Q5959988